# Guillaume de Mandelée (seigneur de Scandalion)
 (juin 2025).
Guillaume de Mandelée, mort avant 1280, est un chevalier croisé du royaume de Jérusalem, probablement d'origine normande. Il est le fils de Jacques de Mandelée et de sa première épouse, une dame dite « de Puille ». Par son père, il est un arrière petit-fils de Josselin III d'Édesse, comte titulaire d'Edesse, et de son épouse Agnès de Milly.
Avant 1263, il épouse Agnès de Scandalion, fille et héritière de Pierre de Scandalion, seigneur de Scandalion, avec qui il a quatre enfants :
- Josselin de Mandelée, cité dans les Lignages d'Outremer ;
- Guy de Mandelée, qui devient chevalier de l'ordre Teutonique ;
- Pierre de Mandelée, qui devient chevalier de l'ordre Teutonique ;
- Alix de Mandelée, qui épouse Guillaume Barlais et avec qui elle a une fille, puis Agne de Bethsan, lieutenant du royaume de Chypre en 1309.

Par ce mariage, à la mort de son beau-père vers 1263, il devient seigneur de Scandalion de jure uxoris.
il meurt avant 1280 et sa veuve vend la seigneurie en avril 1280 à l'ordre Teutonique, que deux de ses enfants ont rejoint.